# Eodiaptomus
Eodiaptomus là một chi động vật giáp xác Copepoda thuộc họ Diaptomidae, có các loài sau:
- Eodiaptomus draconisignivomi Brehm, 1952
- Eodiaptomus indawgyi Dumont & Green, 2005
- Eodiaptomus japonicus (Burckhardt, 1913)
- Eodiaptomus lumholtzi (G. O. Sars, 1889)
- Eodiaptomus phuphanensis Sanoamuang, 2001
- Eodiaptomus phuvongi Sanoamuang & Sivongxay, 2004
- Eodiaptomus sanoamuangae Reddy & Dumont, 1998
- Eodiaptomus shihi Reddy, 1992
- Eodiaptomus sinensis (Burckhardt, 1913)
- Eodiaptomus wolterecki (Brehm, 1933)